# Stadion MOSiR w Zielonej Górze
Stadion MOSiR w Zielonej Górze – stadion piłkarsko-lekkoatletyczny znajdujący się w Zielonej Górze. Na tym obiekcie rozgrywają mecze piłkarze Lechii Zielona Góra.

## Położenie
Stadion położony jest przy ulicy Sulechowskiej w Zielonej Górze, w północno-wschodniej części miasta. Obiekt od północy i wschodu okala kompleks leśny, od południa Osiedle Urszuli, a od zachodu Osiedle Zdrojowe. Nieopodal, na północ od stadionu, przebiega Trasa Północna, która stanowi północny odcinek obwodnicy Zielonej Góry, w ramach drogi krajowej nr 32.

## Historia i opis obiektu
Przed II wojną światową w miejscu obecnego stadionu istniało boisko sportowe. Na początku lat 50. XX wieku rozpoczęto tutaj budowę stadionu, który przy współudziale Zaodrzańskich Zakładów Przemysłu Metalowego „Zastal” został zbudowany w czynie społecznym przez mieszkańców miasta. 22 lipca 1955 roku nastąpiło otwarcie obiektu. Stadion modernizowano w 1968, 1975 i 1982 roku, a w 1999 roku przeszedł przebudowę, w wyniku której zyskał m.in. tartanową, ośmiotorową bieżnię oraz 7100 krzesełek na trybunach. 
Obiektem na przestrzeni lat administrowały: Powiatowy Ośrodek Sportu, Turystyki i Wypoczynku (POSiW), Miejski Ośrodek Sportu, Turystyki i Wypoczynku (MOSTiW), Lubuskie Ośrodki Sportu, Turystyki i Wypoczynku „Lubusz Tourist”(LOSTiW), Lubuskie Przedsiębiorstwo Gospodarki Turystycznej „Lubtour”, Wojewódzki Ośrodek Sportu i Rekreacji (WOSiR), a od 1 maja 1982 roku Miejski Ośrodek Sportu i Rekreacji w Zielonej Górze.
W 1961 roku rozegrano tutaj finał, a w 1962 jeden z meczów finałowych Pucharu Polski na szczeblu województwa zielonogórskiego z lat 1950–1975. Kolejny finały odbywały się od 1966 do 1969 roku i od 1971 do 1974 roku (ten z 1973 roku przyciągnął 5000 widzów). Od 1994 do 1998 roku finał Pucharu Polski na szczeblu województwa zielonogórskiego z lat 1975–1998, a w 2004 roku na szczeblu województwa lubuskiego.
2 czerwca 1965 roku rozegrano tu finał Pucharu Polski Górnik Zabrze–Czarni Żagań, podczas którego padł historyczny rekord frekwencji na stadionie – 20 tys. widzów.
W dniach 12–15 września 1968 roku obiekt był gospodarzem mistrzostw Polski seniorów w lekkoatletyce, które w pierwszym dniu zmagań przyciągnęły 6 tys. kibiców. W 2010 roku na obiekcie rozegrano konkurencje lekkoatletyczne wchodzące w skład Ogólnopolskiej Olimpiady Młodzieży.
W sezonie 1973/1974 Lechia Zielona Góra, wtedy pod nazwą Zastal, rozgrywała tutaj mecze II ligi. W pierwszym meczu w tej lidze Niebiesko-Żółci zagrali z AKS Niwka Sosnowiec przy frekwencji ponad 7000 kibiców. Dwie kolejki później, podczas meczu z GKS Katowice, zgromadziło się 8000 widzów. Wysokie frekwencje zapewniały też mecze ze Starem Starachowice, BKS Stal Bielsko-Biała, Stalą Stalowa Wola i Spartą Zabrze – 7000, Piastem Gliwice i GKS Jastrzębie – 6000 oraz Metalem Kluczbork, Uranią Ruda Śląska i GKS Tychy – 5000.
Ponownie na zapleczu Ekstraklasy Lechiści grali tutaj od sezonu 1995/1996 do 1998/1999. Największe frekwencje osiągały mecze derbowe ze Stilonem Gorzów Wielkopolski – 5000 kibiców.
5 września 1984 roku Lechia rozegrała przy Sulechowskiej mecz z Lechem Poznań w ramach 1/16 finału Pucharu Polski. Gospodarze przegrali 0:4, jednak mecz zgromadził rekordową dla Lechii frekwencję – 10 tys. kibiców. 16 kwietnia 1987 roku w 1/4 finału Pucharu Polski Lechiści pokonali tutaj ŁKS Łódź 2:1, mecz zgromadził 6 tys. widzów.
W marcu 2006 roku obiekt był jedną z aren (obok stadionu w Krośnie Odrzańskim) turnieju eliminacyjnego do Mistrzostw Europy 2006 U-17 w piłce nożnej. Reprezentacja Polski pokonała reprezentację Słowacji 4:1 i Szwajcarii 1:0, natomiast reprezentacja Szwajcarii pokonała Słowację 3:0 i zremisowała z Belgią 3:3. W 2010 roku reprezentacja Polski rozegrała tutaj z reprezentacją Francji mecz towarzyski juniorów do lat 18. Wygrali goście 2:1, a mecz przyciągnął 3000 widzów. W 2013 roku Polska pokonała tu Austrię 4:2 w meczu towarzyskim juniorów do lat 16.
Do 2012 roku stadion był domowym obiektem klubu Lechia Zielona Góra, następnie UKP Zielona Góra po wchłonięciu Lechii. Po fuzji UKP z KSF Zielona Góra w czerwcu 2015 roku powstał Falubaz Zielona Góra, który korzystał z obiektu do 2019 roku. Od 2019 roku ponownie występuje tutaj reaktywowana na bazie Falubazu Lechia Zielona Góra.
Jesienią 2021 roku ogłoszono plany budowy stadionu przy Sulechowskiej na 10 tys. miejsc z oświetleniem i podgrzewaną murawą. 
Na początku 2023 roku na obiekcie zbudowano trybunę tymczasową o pojemności 1124 miejsc, która powstała specjalnie na mecz z Legią Warszawa w 1/4 finału Pucharu Polski. 
28 lutego 2023 roku Lechia zagrała tutaj z Legią Warszawa w 1/4 finału Pucharu Polski. Mecz przyciągnął 5000 widzów. 

### Dolne boisko
Obok stadionu lekkoatletyczno-piłkarskiego znajduje się treningowe boisko zwane „dolnym” lub „dołkiem”, na którym także rozgrywane są ligowe mecze Lechii Zielona Góra. Jesienią 2021 roku obiekt przeszedł przebudowę trybuny głównej, na której zamontowano 746 krzesełek, a w 2022 roku trybuna została zadaszona. Łączna pojemność obiektu wynosi 1000 miejsc, a wymiary boiska to 105 na 70 metrów.

## Mecze reprezentacji Polski
| Rodzaj spotkania        | Data spotkania   | Rywal Polski | Frekwencja | Wynik meczu | Strzelcy bramek dla Polski                             |
| ----------------------- | ---------------- | ------------ | ---------- | ----------- | ------------------------------------------------------ |
| El. ME'06 juniorów U-17 | 28 marca 2006    | Słowacja     | b.d.       | 4:1 (3:0)   | Kamil Majkowski, Grzegorz Krychowiak, Maciej Rybus     |
| El. ME'06 juniorów U-17 | 30 marca 2006    | Szwajcaria   | 2000       | 1:0 (0:0)   | Michał Janota                                          |
| MT juniorów U-18        | 5 maja 2010      | Francja      | 3000       | 1:2 (0:1)   | André Dej                                              |
| MT juniorów U-16        | 10 września 2013 | Austria      | 300        | 4:2 (2:1)   | Przemysław Mystkowski, Patryk Dziczek, Hubert Adamczyk |

## Mecze międzypaństwowe
| Rodzaj spotkania        | Data spotkania | Rywale               | Frekwencja | Wynik meczu |
| ----------------------- | -------------- | -------------------- | ---------- | ----------- |
| El. ME'06 juniorów U-17 | 26 marca 2006  | Szwajcaria– Słowacja | b.d.       | 3:0 (3:0)   |
| El. ME'06 juniorów U-17 | 28 marca 2006  | Szwajcaria– Belgia   | b.d.       | 3:3 (2:1)   |